# Transilien Paris Sud-Est
Transilien Paris-Lyon sono i servizi Transilien di SNCF che partono dalla Gare de Lyon. Si tratta di un servizio ferroviario regionale nell'Île-de-France.
A questo servizio è assegnata la lettera R e collega Parigi a Melun – Montereau via Champagne sur Seine e via Moret Veneux les Sablons.
Il servizio si sviluppa per 164 km collegando 24 stazioni. I viaggiatori sono 40.000 al giorno. In seguito all'introduzione dell'orario cadenzato i viaggiatori sono aumentati del 25%.